# Машина Марли

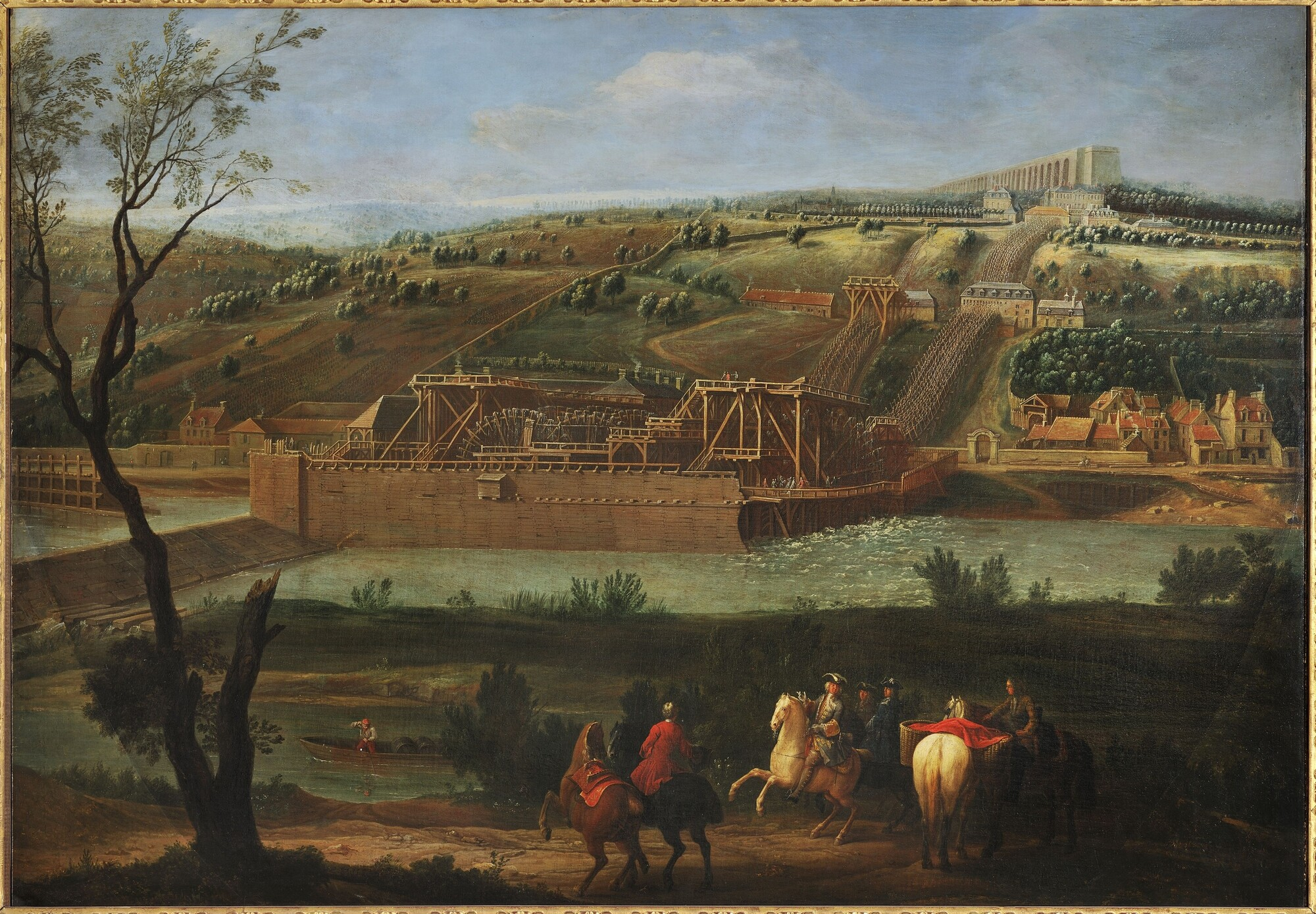
Машина Марли на картине Пьера-Дени Мартена (Pierre-Denis Martin) 1723 года

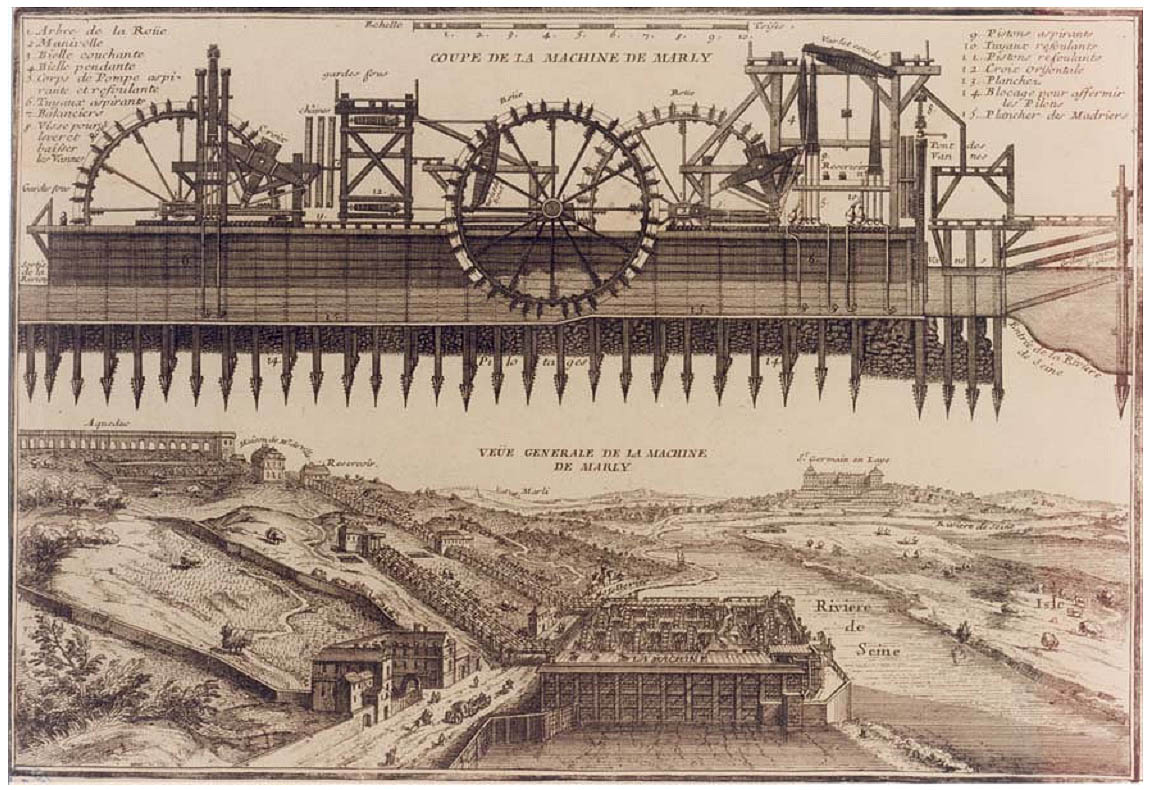
Технический разрез

Машина Марли (фр. Machine de Marly) была построена голландским архитектором Свалемом Ренкеном (фр.) в начале 1680-х годов при дворце Марли на территории современного Буживаля по заказу французского короля Людовика XIV для водоснабжения прудов и фонтанов Версальского парка.
Уникальное для своего времени инженерное гидроустройство представляло собой сложную систему из 14 водяных колёс, каждое диаметром 11,5 м (около 38 футов), и приводимого ими в действие 221 насоса, служивших для поднятия воды из Сены по Лувесьенскому акведуку (фр.) длиной 640 м в большой водоём на высоту около 160 м над уровнем реки и в 5 км от неё. Далее вода по каменному акведуку (8 км расстояния) поступала в Версальский парк. На строительстве было занято 1800 рабочих. Потребовалось 85 т деревянных конструкций, 17 т железа, 850 т свинца и столько же меди. Устройство обеспечивало подачу около 200 кубометров воды в час. Строительство было завершено в 1684 году, открытие состоялось 16 июня в присутствии короля.
На обслуживании устройства и ликвидации частых поломок было занято 60 рабочих. В первоначальном виде машина Марли прослужила 133 года, затем в течение 10 лет водяные колёса были заменены паровыми машинами, а в 1968 году насосы переведены на электрическую энергию.
В конце XIX века машину Марли изображали на своих полотнах художники-импрессионисты.